# Tetracnemoidea coimbrensis
Tetracnemoidea coimbrensis is een vliesvleugelig insect uit de familie Encyrtidae. De wetenschappelijke naam is voor het eerst geldig gepubliceerd in 2007 door Japoshvili.